# Francisco Jara Garibay
Francisco Jara Garibay (castellà: Francisco Jara)  (Guadalajara, 3 de febrer de 1941 - Guadalajara, 2 de febrer de 2024) va ser un futbolista mexicà. Va formar part de l'equip mexicà a la Copa del Món de 1966.